# Liste der Monuments historiques in Chervey
Die Liste der Monuments historiques in Chervey führt die Monuments historiques in der französischen Gemeinde Chervey auf.

## Liste der Immobilien
| Bezeichnung      | Beschreibung            | Standort               | Kennzeichnung | Schutzstatus | Datum | Bild           |
| ---------------- | ----------------------- | ---------------------- | ------------- | ------------ | ----- | -------------- |
| Kirche St-Victor | aus dem 12. Jahrhundert | Rue de l’Église (Lage) | PA00078083    | Classé       | 1987  | weitere Bilder |

## Liste der Objekte
| Bezeichnung                 | Beschreibung                                                                  | Standort                       | Kennzeichnung | Schutzstatus | Datum | Bild |
| --------------------------- | ----------------------------------------------------------------------------- | ------------------------------ | ------------- | ------------ | ----- | ---- |
| Kirchenfenster              | aus dem 16. Jahrhundert                                                       | in der Kirche St-Victor (Lage) | PM10000588    | Classé       | 1987  |      |
| Kruzifix                    | Holz, farbig gefasst, 16. Jahrhundert                                         | in der Kirche St-Victor (Lage) | PM10000590    | Classé       | 1966  |      |
| Skulptur Heilige Margaretha | Kalkstein, einfarbig gefasst, 16. Jahrhundert                                 | in der Kirche St-Victor (Lage) | PM10004295    | Inscrit      | 1985  |      |
| Skulptur Heiliger Rochus    | Holz, farbig gefasst, 16. Jahrhundert                                         | in der Kirche St-Victor (Lage) | PM10004296    | Inscrit      | 1985  |      |
| Türschloss                  | Schmiedeeisen, 16. Jahrhundert                                                | in der Kirche St-Victor (Lage) | PM10000587    | Classé       | 1913  |      |
| Altarkreuz                  | Holz, Kupfer, Silber, 16. Jahrhundert; im Kathedralschatz in Troyes deponiert | in der Kirche St-Victor (Lage) | PM10000589    | Classé       | 1966  |      |